# خفاش‌پشمینیان
خفاش‌پشمینیان (نام علمی: Kerivoulinae) نام یک زیرخانواده از تیره خفاش‌ناهیدی است.